# Cleyzieu
Cleyzieu är en kommun i departementet Ain i regionen Auvergne-Rhône-Alpes i östra Frankrike. Kommunen ligger  i kantonen Saint-Rambert-en-Bugey som ligger i arrondissementet Belley. Kommunens areal är 7,82 km². År 2022 hade Cleyzieu 144 invånare.

## Befolkningsutveckling
Antalet invånare i kommunen Cleyzieu
Referens: INSEE